# Ascandopsis
× Ascandopsis, (abreviado Ascdps) en el comercio, es un híbrido intergenérico entre los géneros de orquídeas Ascocentrum × Vandopsis. Fue publicado en Orchid Rev. 83(987) cppo: 7 (1975).